# Melanorhinus
Genre
Synonymes
- Mugilops Meek & Hildebrand, 1923[1]

Melanorhinus est un genre de poissons de la famille des Atherinopsidae.

## Systématique
Le genre Melanorhinus a été créé en 1919 par le biologiste et ichtyologiste danois Jan Metzelaar (1891-1929).

## Liste d'espèces
Selon World Register of Marine Species (1 novembre 2021) :
- Melanorhinus boekei Metzelaar, 1919
- Melanorhinus cyanellus (Meek & Hildebrand, 1923)
- Melanorhinus microps (Poey, 1860)